# Conspiración para un golpe de Estado en Sierra Leona en 2023
La conspiración para un golpe de Estado en Sierra Leona en 2023 tuvo lugar en Sierra Leona el 31 de julio de 2023 cuando las autoridades del país detuvieron a un número indeterminado de soldados y civiles que presuntamente planeaban un golpe de Estado entre el 7 y el 10 de agosto contra el gobierno de Julius Maada Bio. Si bien no utilizó explícitamente el término «golpe de Estado», la policía expresó su preocupación por el hecho de que, a pesar de los continuos esfuerzos por consolidar la paz y el progreso democrático alcanzados, ciertos individuos persisten en acciones destinadas a perturbar la armonía y la serenidad de la nación.

## Eventos
El 8 de agosto, se confirmó que la policía arrestó a diecinueve personas, entre ellas catorce miembros en servicio de las Fuerzas Armadas de Sierra Leona, dos oficiales de la Policía de Sierra Leona, un superintendente jefe de policía retirado y otras dos personas, todos ellos acusados de «subversión estatal». Además, se emitieron órdenes de búsqueda y captura contra cinco militares y tres policías.
El superintendente jefe retirado arrestado, identificado como Mohamed Yetey Turay, fue detenido entre el 5 y el 6 de agosto en Liberia, a petición del Gobierno de Sierra Leona. Se concedió la extradición. Los catorce oficiales de las fuerzas armadas arrestados resultaron ser ocho oficiales de nivel medio y seis suboficiales, sin revelar los rangos específicos.
El hecho de que el gobierno no diera más nombres de los detenidos ni sus rangos llevó a los críticos del gobierno de Bio a concluir que no hubo ningún complot y que se trató de una excusa para reprimir a la oposición, que rechazó los resultados electorales de los pasados comicios denunciando irregularidades y violaciones al proceso electoral.
El 15 de agosto, la policía reveló los nombres y rostros de nueve personas, entre ellas personal militar, policial y civiles, buscados por «Conspiración para cometer delito grave, es decir, subversión».
El 26 de noviembre de 2023, hombres armados no identificados atacaron la prisión central de Freetown, junto con el palacio presidencial y una armería. Un ataque menor ocurrió en Murray Town, donde se encuentra la sede de la armada de Sierra Leona. Julius Maada Bio declaró un toque de queda nacional y, posteriormente, trece funcionarios fueron arrestados en el intento de golpe de Estado.